# Кагальник (станция)
Кагальник — железнодорожная станция, расположенная в посёлке Малиновка Кагальницкого района Ростовской области на однопутной неэлектрифицированной железнодорожной линии Батайск — Сальск.

## Деятельность станции
Станция Кагальник входит в состав Ростовского региона Северо-Кавказской железной дороги ОАО РЖД.
Кагальник является грузовой станцией.
В хозяйстве станции имеются приёмо-отправочные и подъездные пути, в том числе на Кагальницкий элеватор. На станции производится погрузка и выгрузка различных грузов и материалов.
На станции имеется кирпичное одноэтажное здание железнодорожного вокзала (обложенное облицовочной плиткой).
В здании вокзала размещаются помещения для начальника станции и дежурного по станции.
Продажа билетов на пригородные поезда на вокзале станции Кагальник не осуществляется.
Рядом со зданием железнодорожного вокзала станции Кагальник расположен памятник воинам, погибшим в годы Великой Отечественной войны.

## Сообщение по станции
Через станцию курсируют грузовые поезда, в том числе сборные по направлениям Сальск — Батайск и Батайск — Сальск.
Пассажирские поезда дальнего следования в настоящее время не курсируют.
По станции Кагальник курсируют 6 пассажирских поездов пригородного сообщения, которые связывают  её со станциями Ростов-Главный, Сальск, Волгодонская, Куберле, а также с промежуточными станциями и остановочными пунктами по маршруту следования пригородных поездов.